# Lofotens prosteri

Prosterier i Sør-Hålogalands stift. Det ljusgula området på kartan är Lofotens prosteri.

Lofotens prosteri (norska: Lofoten prosti) är ett kontrakt (prosteri, norska: prosti) i Sør-Hålogalands stift inom Norska kyrkan. Kontraktet omfattar kommunerna Flakstad, Moskenes, Vestvågøy och Vågan i Nordland fylke i norra Norge.
Namnet kommer från ögruppen och landskapet Lofoten, som utöver detta kontrakt även omfattar kommunerna Røst och Værøy.

## Socknar
Lofotens prosteri består av tolv socknar (norska: sokn eller sogn) inom fyra kyrkliga samfälligheter (norska: kirkelige fellesråd), motsvarande kommunerna:

### Flakstads kyrkliga samfällighet
- Flakstads socken

### Moskenes kyrkliga samfällighet
- Moskenes socken

### Vestvågøy kyrkliga samfällighet
- Borge socken
- Buksnes socken
- Hols socken
- Stamsunds socken
- Valbergs socken

### Vågans kyrkliga samfällighet
- Gimsøy og Straumans socken
- Henningsværs socken
- Strandlandets socken
- Svolværs socken
- Vågans socken